# Amaury de Sévérac
 (mars 2023).
Si vous disposez d'ouvrages ou d'articles de référence ou si vous connaissez des sites web de qualité traitant du thème abordé ici, merci de compléter l'article en donnant les références utiles à sa vérifiabilité et en les liant à la section « Notes et références ».
Pour les articles homonymes, voir Sévérac.
Amaury, seigneur de Sévérac-le-Château, de Beaucaire (à Nauviale en Aveyron) et de Chaudes-Aigues, maréchal de France. Encore appelé Aimery. 
Amaury de Sévérac est issu d’un rameau cadet  de la première lignée des barons de Sévérac, la plus puissante famille du Rouergue, dont il sera  le dernier représentant. Chevalier dès 1385, à moins de vingt ans, il commença une carrière militaire en Flandres sous le commandement de son suzerain le comte Jean III d'Armagnac.   En 1389 il suivit ce dernier qui prétendait au titre de roi de Majorque en Aragon où il fut fait prisonnier à la bataille de Navata. 
Après avoir payé sa rançon, libéré, il livre hommage à Jean III l’année suivante pour ses châteaux de Bertholène et de Saint-Rome-de-Dolan en Gévaudan, aux confins de la baronnie de Sévérac. 
Il reprit en 1390 sa place auprès de Jean III d'Armagnac qui le chargea de conduire des colonnes de routiers des Grandes Compagnies de France en Lombardie en compagnie de François d'Albret. Le comte d'Armagnac défendait son beau-frère époux de Béatrix d'Armagnac Carlo Visconti, comte de Parme, ainsi et surtout que la Seigneurie de Florence - le financier - contre les visées hégémonistes de son cousin le duc de Milan Gian Galeazzo Visconti. De plus, cette campagne permettait opportunément d'expédier à l'Etranger les compagnies de routiers infestant le sud de la France, ce pourquoi le gouvernement royal - dirigé par les ducs de Bourgogne et de Berry - consentit un financement exceptionnel de 200 000 francs.
Après la mort de Jean III en juillet 1391 à la bataille de Castellazzo d'Alessandria - Alexandrie du Piémont - qui vit 6 000 Milanais battre un millier de Français, Amaury rentre rapidement en France pour prêter allégeance au nouveau comte d'Armagnac Bernard VII pour les mêmes baylies castrales, avant de revenir en Italie où il resta à guerroyer  pour le compte des Parmesans et des Florentins jusqu'en 1395 quand le duc de Milan décida de les payer pour s'en aller. À son retour en France, il défit en traversant le Dauphiné à Mazène (Drôme) l'armée rassemblée par le comte du Valentinois, l'évêque de Valence et le prince d'Orange pour exterminer les routiers survivants, faisant prisonnier au passage le comte du Valentinois Louis II. 
Amaury devient sénéchal royal du Quercy en 1406 puis également du Rouergue en 1415. Bernard VII lui a par ailleurs attribué l’héritage de la baronnie de Sévérac au décès du baron Gui X de Sévérac en 1416.  Amaury s'efforcera de développer l'économie locale - développement de la mine de fer d'Espeyrac, lancement des foires de Laissac et de Sévérac. 
Cependant, la baronnie de Sévérac lui ayant été octroyée au détriment d’un autre baron rouergat, Hugues d’Arpajon, sire de Brousse sur le Tarn. Epoux de Jeanne de Sévérac, fille de Gui X, celui-ci proteste au nom des droits de sa femme. Mais, Hugues d’Arpajon n’était pas parmi les plus chauds partisans de Bernard VII. Il avait attendu la fin des démêlés de celui-ci avec ses cousins de Fézensaguet en 1401 pour enfin délivrer hommage en raison de ceux de ses fiefs qui étaient rattachés à la mouvance comtale. En 1417, considérant comme félon ce séditieux feudataire, le comte d’Armagnac saisit sa seigneurie de Calmont-de-Plancage. Refusant la confiscation, Hugues d’Arpajon va se révolter.  
Or, à la mort de Bernard VII en 1418, son successeur et fils aîné, Jean IV, ne paraît pas accorder les mêmes grâces que son père à Amaury de Sévérac qui ne lui rend qu’une allégeance partielle, peut-être parce que le nouveau comte d'Armagnac n’entérine pas la décision successorale de Bernard VII quant à la baronnie de Sévérac.   
De fait, Amaury côtoie plutôt la cour delphinale où va l'aider son ami, le breton Tanguy du Châtel, ancien prévôt royal de Paris et assassin présumé du duc de Bourgogne Jean-sans- Peur à Montereau, Le baron de Sévérac va recevoir le titre de chambellan du Dauphin Charles en 1419. Celui-ci,  une fois devenu roi en 1422, le mettra d'abord à la tête de l'armée royale, qu'il commandera à la bataille de Cravant en 1423, où il fut battu par les Anglo-Bourguignons, sans subir de disgrâce, puisqu'il devient maréchal de France en 1424 avant d'entrer au Conseil royal en 1427.  
Le différend s’envenime entre d'Arpajon et Amaury qui soutient bientôt le frère cadet de Jean IV, Bernard comte de Pardiac, vicomte de Carlat et de Murat, qui s’oppose à son aîné, plutôt poussé en cela par leur mère Bonne de Berry. De son côté, Hugues d’Arpajon appuie Jean IV, dont il a obtenu un arrangement judiciaire au sujet de sa seigneurie de Calmont-de-Plancage. En 1427, au cours d’un séjour en Rouergue, au château de Gages, résidence du comte d’Armagnac, le sexagénaire maréchal de Sévérac est retrouvé pendu à une des fenêtres des appartements de Bonne de Berry, sans que l’on sache exactement quel clan est à l’origine du meurtre. Les rancunes accumulées ont eu raison du vieux maréchal.   
La famille d'Arpajon mit 92 ans de procédures diverses pour récupérer définitivement la baronnie de Sévérac après arrêt du Parlement de Paris en 1508.